# Bad Doberan
Bad Doberan é uma cidade em Meclemburgo-Pomerânia Ocidental, na Alemanha. É a capital do distrito de Bad Doberan.